# Nuno Filipe Oliveira Santos
Nuno Filipe Oliveira Santos (Coimbra, 9 de Julho de 1978) é um futebolista português, que joga habitualmente a guarda-redes.
No final da época 2008/2009 deixou o Vitória de Guimarães para representar o Vitória de Setúbal.
Está actualmente ao serviço do Paços de Ferreira.